# Robert Głębocki

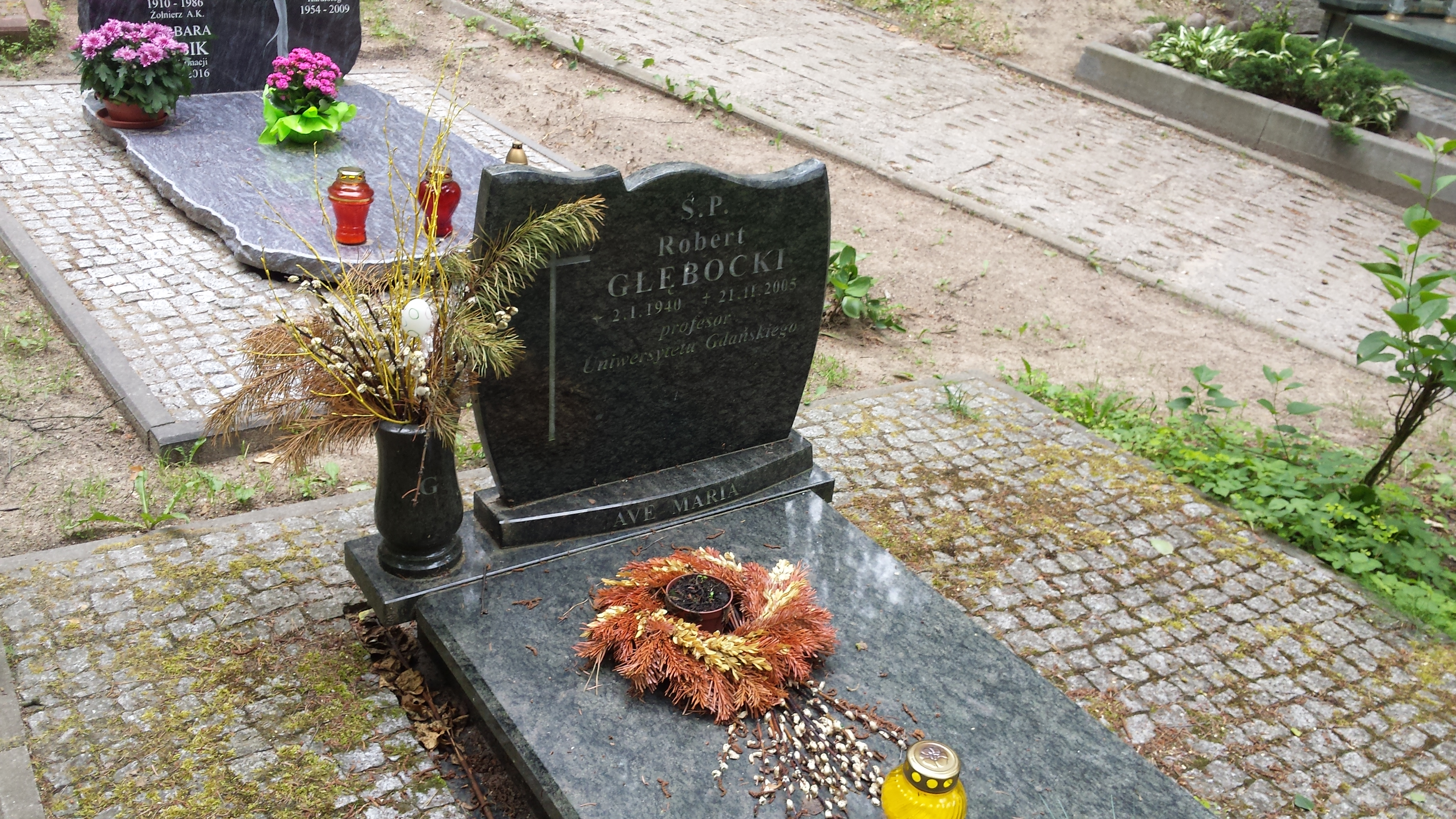
Grób Roberta Głębockiego na cmentarzu Srebrzysko w Gdańsku

Robert Głębocki (ur. 2 stycznia 1940 w majątku Trepałów na Wileńszczyźnie, zm. 21 lutego 2005 w Gdańsku) – polski astrofizyk, rektor Uniwersytetu Gdańskiego, działacz „Solidarności”, minister edukacji narodowej w rządzie Jana Krzysztofa Bieleckiego.

## Życiorys
Po II wojnie światowej jego rodzina została przesiedlona. Absolwent Liceum Ogólnokształcącego im. Janusza Korczaka w Więcborku (1956). W 1961 ukończył astronomię na Uniwersytecie Mikołaja Kopernika w Toruniu. Tam też w 1966 obronił pracę doktorską. W roku akademickim 1966/1967 odbył staż podoktorski na Uniwersytecie Stanowym Ohio w USA, a w latach 1983–1988 odbywał paromiesięczne staże w Obserwatorium Paryskim we Francji.
Po studiach pracował w Zakładzie Astrofizyki Polskiej Akademii Nauk, od 1970 związany z Uniwersytetem Gdańskim. W 1972 uzyskał stopień doktora habilitowanego. W 1979 otrzymał tytuł naukowy profesora. Objął stanowisko profesora nadzwyczajnego, a w 1989 profesora zwyczajnego. W latach 1972–1978 pełnił funkcję prodziekana Wydziału Matematyki, Fizyki i Chemii Uniwersytetu Gdańskiego. W 1981 został wybrany na rektora tej uczelni, już w kwietniu 1982 odwołano go jednak jako działacza Niezależnego Samorządnego Związku Zawodowego „Solidarność”. W latach 1982–1985 był wiceprzewodniczącym Rady Głównej Nauki i Szkolnictwa Wyższego. Po 1991 zasiadał w Senacie Uniwersytetu Gdańskiego.
Był specjalistą astrofizyki i astronomii, autorem ponad 50 publikacji naukowych w pismach polskich i zagranicznych (w tym opublikowanego wraz ze współpracownikami obszernego katalogu prędkości rotacji gwiazd). Jego praca magisterska dotyczyła analizy efektu tzw. blanketingu w widmach gwiazd, rozprawa doktorska została poświęcona badaniom widma ciągłego gwiazd typów spektralnych A-M w aspekcie populacyjnym, a rozprawa habilitacyjna – procesom mikroturbulencji w atmosferach gwiazd w różnych obszarach diagramu Hertzsprunga-Russella.
W latach 1973–1979 i 1983–1989 zajmował stanowisko wiceprezesa, następnie do 1995 prezesa Polskiego Towarzystwa Astronomicznego. Dwukrotnie pełnił funkcję wiceprzewodniczącego Komitetu Astronomii PAN (1984–1989, 1993–1997). W latach 1993–1999 był dyrektorem Instytutu Fizyki Teoretycznej i Astrofizyki Uniwersytetu Gdańskiego. Przewodniczył radzie Fundacji Astronomii Polskiej im. Mikołaja Kopernika. 
12 stycznia 1991 został powołany na stanowisko ministra edukacji narodowej w rządzie Jana Krzysztofa Bieleckiego i pełnił tę funkcję do 23 grudnia tego samego roku. Od maja do grudnia 1991 był równocześnie wiceprzewodniczącym Komitetu Badań Naukowych. W wyborach parlamentarnych w 1991 bezskutecznie kandydował do Senatu z ramienia Kongresu Liberalno-Demokratycznego. Był później przewodniczącym komisji rewizyjnej Unii Wolności (1994–1996). Od 1998 do 2002 z ramienia UW zasiadał w sejmiku pomorskim I kadencji, w którym pełnił funkcję przewodniczącego Komisji Nauki, Edukacji, Kultury i Sportu. W 2002 bez powodzenia ubiegał się o reelekcję z listy koalicji Platforma Obywatelska – Prawo i Sprawiedliwość (jako kandydat Platformy Obywatelskiej).
Został pochowany na gdańskim Cmentarzu Srebrzysko (rejon IX, kwatera profesorów).

## Życie prywatne
Był żonaty z ekonomistką Anną Zielińską-Głębocką. 

## Wyróżnienia i upamiętnienie
W 2005 przyznano mu pośmiertnie Nagrodę im. Włodzimierza Zonna. W następnym roku jego imię nadano Ogólnopolskiemu Młodzieżowemu Seminarium Astronomicznemu, w którym przez wiele lat pełnił funkcję jurora.